# 朗希
朗希（法語：Ranchy，法語發音：[ʁɑ̃ʃi] ⓘ）是法国卡尔瓦多斯省的一个市镇，属于巴约区。

## 地理
朗希（49°15'14"N, 0°45'24"W）面积5.14 平方千米，位于法国诺曼底大区卡爾瓦多斯省，该省份为法国西北部沿海省份，北濒大西洋英吉利海峡，东北与滨海塞纳省以海上边界相接，东临厄尔省，南至奧恩省，西与芒什省接壤。
与朗希接壤的市镇（或旧市镇、城区）包括：阿日、巴尔伯维尔、康皮尼、科坦、圣卢奥尔、叙布勒。

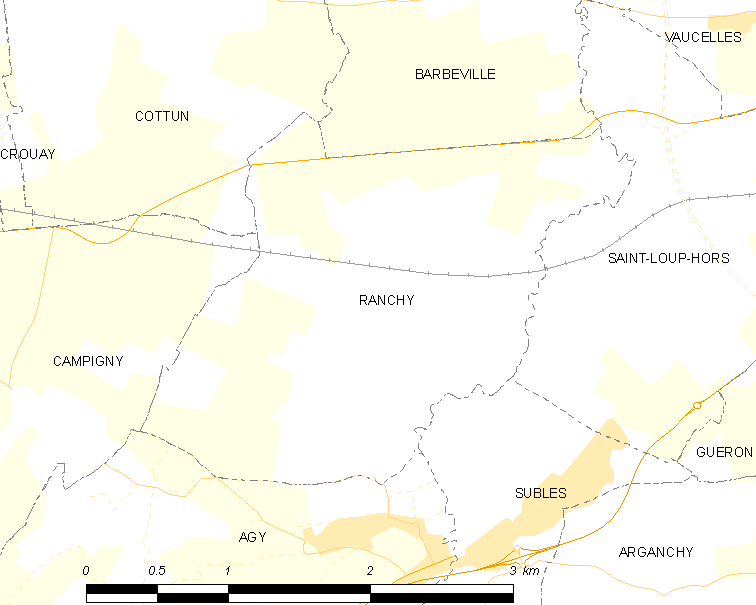
朗希的OSM定位图

朗希的时区为UTC+01:00、UTC+02:00（夏令时）。

## 行政
朗希的邮政编码为14400，INSEE市镇编码为14529。

## 政治
朗希所属的省级选区为巴约县。

## 人口

1962-2008年间朗希人口变化图示

朗希于2022年1月1日时的人口数量为273人。